# Goyave
Goyave é uma comuna francesa na região administrativa de Guadeloupe, no departamento de Guadeloupe. Estende-se por uma área de 58 km², com 5 040 habitantes, segundo os censos de 1999, com uma densidade de 87 hab/km².